# Кречмар, Эдуард
Эдуард Кречмер (нем. Eduard Kretzschmar; 21 марта 1806, Лейпциг — 7 июля 1858, там же) — немецкий гравёр на дереве, ученик Фридриха Унцельмана.
В Берлине получил известность прекрасно исполненными политипажами иллюстраций А. Менцеля к сочинению Ф. Куглера: «История Фридриха Великого» (1839—1842), портретами выдающихся деятелей эпохи этого государя, гравированными также с Менделя; многочисленными ксилографиями, помещавшимися (с 1846) в Illustrirte Zeitung Иоганна Вебера, и отдельными листами: «Смерть Густава-Адольфа», с Кирхгофа, и «Лесной пруд», с Вильгельма Ширмера.